# Friedrich-August-Grube (Naturschutzgebiet)
Das Naturschutzgebiet Friedrich-August-Grube ist ein Naturschutzgebiet um das ehemalige Bergwerk Friedrich-August-Grube bei Horbach im Hotzenwald, Landkreis Waldshut.
Im Bergwerk wurde Nickelerz und Magnetkies gefördert. Die Friedrich-August-Grube ist seit dem 11. April 2005 als Naturschutzgebiet mit der Nr. 3.270 ausgewiesen. Die 9 Hektar geschützter Flächen umfassen auch drei Felsgruppen aus Gneis nördlich des Bergwerks sowie die verlandeten Bereiche des benachbarten Klosterweihers. Das Bergwerk wurde benannt nach Friedrich August Walchner der 1847 erstmals den Nickelgehalt der anstehenden Erze erkannte.